# Atomosia bequaerti
Atomosia bequaerti är en tvåvingeart som beskrevs av Stanley Willard Bromley 1934. Atomosia bequaerti ingår i släktet Atomosia och familjen rovflugor. Inga underarter finns listade i Catalogue of Life.